# 若宮町 (豊田市)
若宮町（わかみやちょう）は、愛知県豊田市の町名。現行行政地名は若宮町1丁目から8丁目。

## 地理
豊田市西部、挙母地区では東部に位置し、東は昭和町・喜多町、西は月見町・小坂本町、南は西町、北は栄町・平芝町に接する。

## 世帯数と人口
2019年（令和元年）7月1日現在の世帯数と人口は以下の通りである。
| 町丁   | 世帯数  | 人口  |
| ------ | ------- | ----- |
| 若宮町 | 465世帯 | 804人 |

## 学区
市立小・中学校に通う場合、学区は以下の通りとなる。また、公立高等学校全日制普通科に通う場合の学区は以下の通りとなる。
| 番・番地等 | 小学校             | 中学校               | 高等学校普通科 |
| ---------- | ------------------ | -------------------- | -------------- |
| 全域       | 豊田市立挙母小学校 | 豊田市立崇化館中学校 | 三河学区       |

## 歴史

### 沿革
- 1959年（昭和34年）1月1日 - 挙母市の豊田市改称と同時に、大字挙母の一部より若宮町が成立[1]。
- 1985年（昭和60年） - 月見町・西町・平芝町・栄町・小坂本町との間で境界を変更[1]。

## 施設

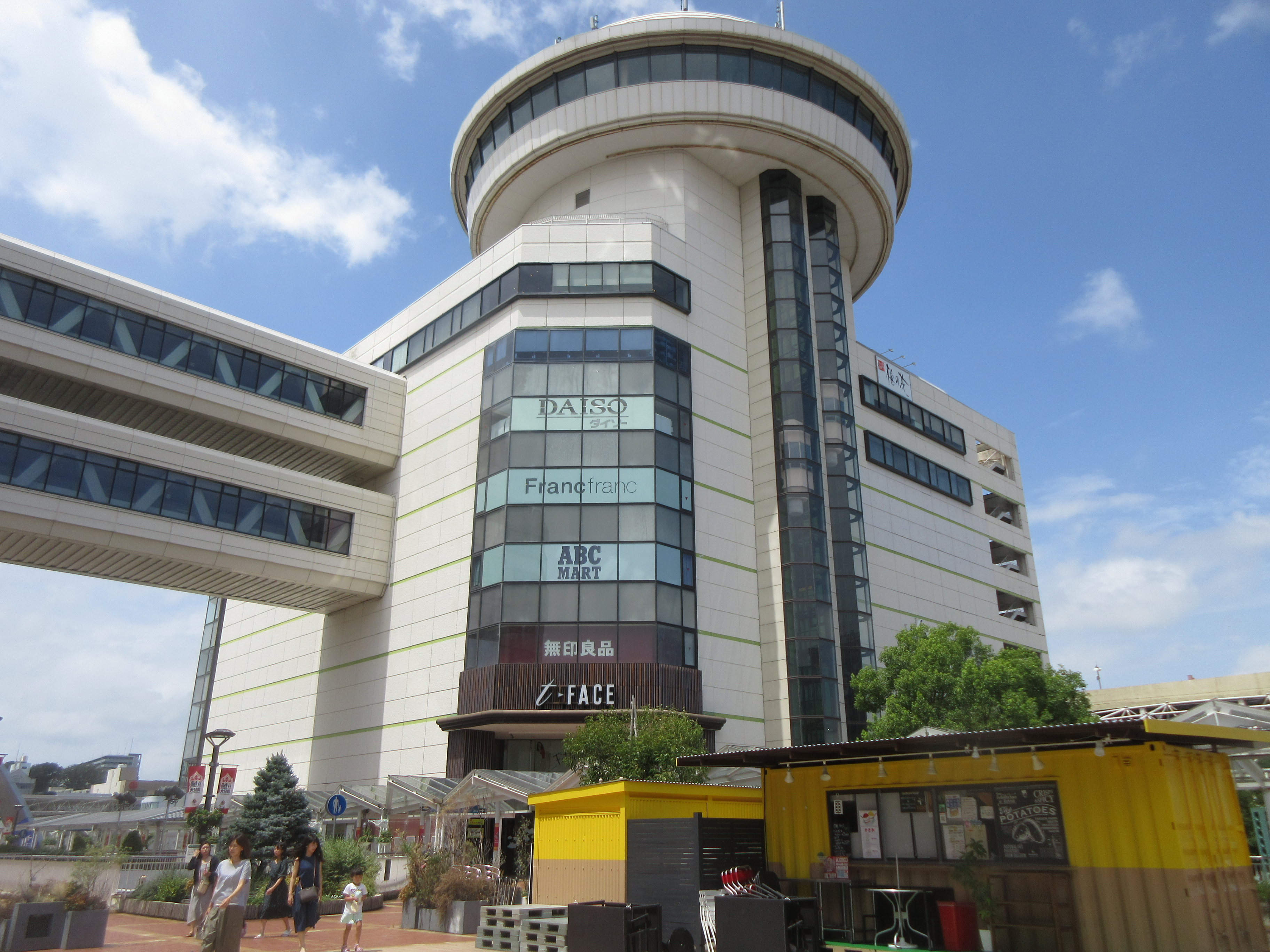
T-FACE B館
- 豊田信用金庫若宮支店
- 善都本社
- 豊田市立若宮こども園
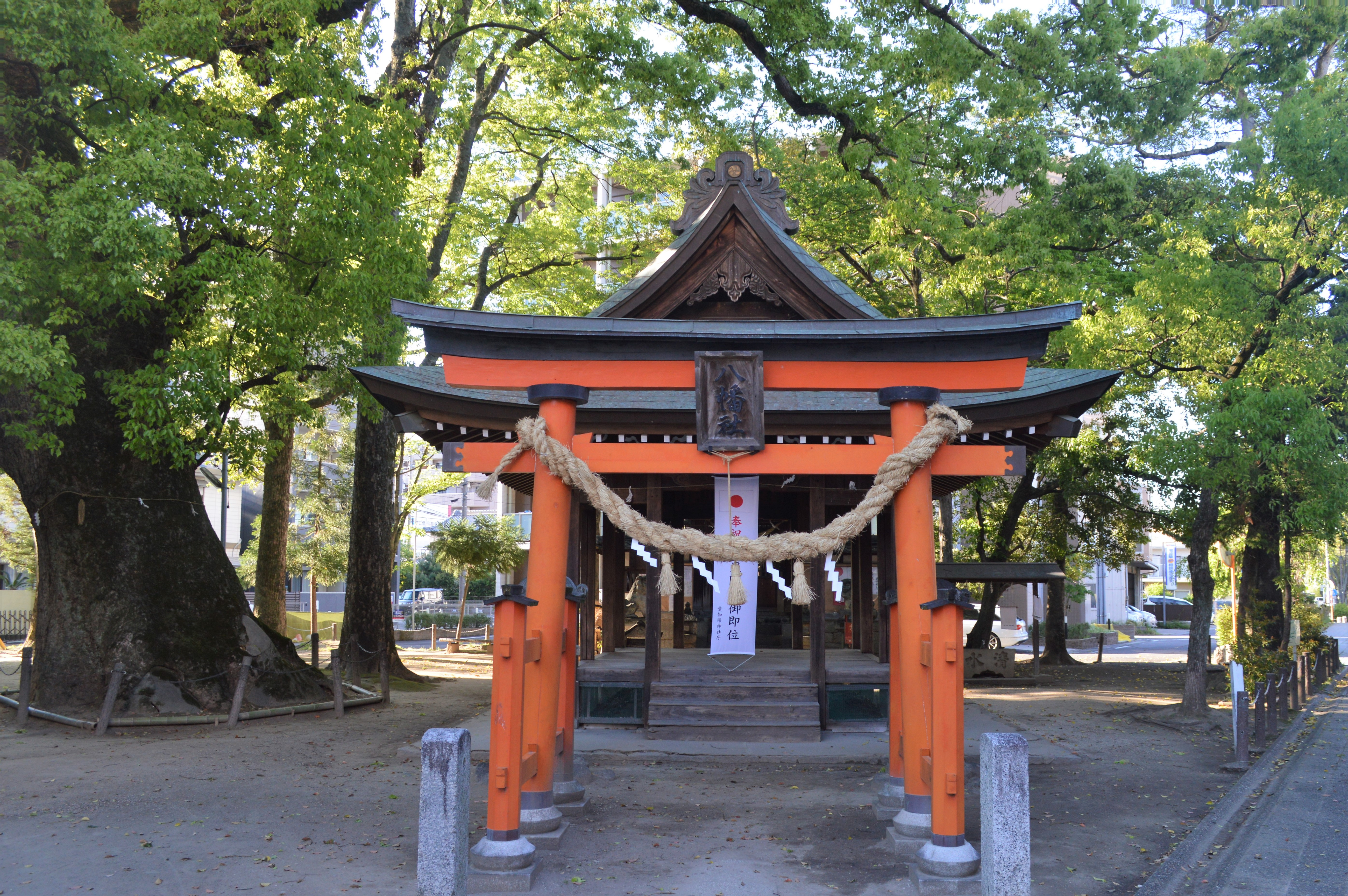
若宮八幡社

- T-FACE B館
- 若宮八幡社

## 交通

### 鉄道
- 名鉄三河線 豊田市駅

### 道路
- 国道155号

## その他

### 日本郵便
- 郵便番号 : 471-0026[3]（集配局：豊田郵便局[8]）。

### 出身者
- 杉浦忠 - プロ野球選手、監督。現在の豊田市若宮町（当時は西加茂郡挙母町）生まれ[9]。